# Profesor Mamlock (opera)
Profesor Mamlock je pátá opera (op. 50) slovenského skladatele českého původu Ladislava Holoubka. Vznikla v letech 1963–1965 na libreto, které si napsal skladatel sám podle stejnojmenné hry německého dramatika Friedricha Wolfa. Premiéru měla ve Slovenském národním divadle v Bratislavě dne 21. května 1966. Je to Holoubkovo nejzávažnější a hudebně nejmodernější scénické dílo.

## Vznik a charakteristika opery
Pro svou nejvýznamnější operu si Ladislav Holoubek zvolil hru německého lékaře a dramatika Friedricha Wolfa o nástupu nacismu, vzniklou již roku 1933. Zvýšený zájem o ni vzbudilo východoněmecké filmové zpracování v režii spisovatelova syna Kurta z roku 1961, které získalo několik mezinárodních cen. Libreto podle hry a filmu zpracoval skladatel.
Opera se dělí na dvě dějství a tři obrazy. Skladatel do nich stáhl původně čtyřaktovou činohru zejména vynecháním nepodstatných dialogů. Až v poslední etapě, na návrh režiséra premiéry Václava Věžníka, vypustil skladatel původní, již zkomponovaný závěr, v němž je smrt hlavního hrdiny profesora Mamlocka provázena úspěšným atentátem jeho syna Rolfa na Mamlockova hlavního protivníka, nacistického lékaře dr. Hellpacha. Dílo tak získalo na soustředěnosti i realističnosti. Ve svém výsledném tvaru tak opera i s přestávkou trvá necelé dvě hodiny.
Zatímco jeho předchozí opery byly v zásadě novoromantické, využívá Holoubek v Profesoru Mamlockovi řady moderních postupů. Některé části libreta, zejména v prvním obraze, jsou ponechány jako mluvené slovo, s doprovodem hudby nebo bez něj (to je značné náročné pro pěvce). Pečlivě prokomponované dílo vychází z dodekafonické řady a z atonality, místy však ke zvýšení dramatického účinku přechází do rozšířené tonality, až k výslovně tonálním pasážím.
Skladatel podobně jako v předchozích operách hojně pracuje s příznačnými motivy. Dvě základní motivická jádra se shlukují kolem motivu profesora Mamlocka a motivu na základě fugy, který vyjadřuje pronásledování. Svůj vlastní fanfárový motiv má nacistický doktor Hellpach, příbuzný vojenský ráz má i motiv frontových bojovníků. Nástup nacismu obecně vyjadřuje rytmický motiv bubínků Hitlerjugend, který se jako předzvěst událostí objevuje nejprve v polovině prvního obrazu a kterým i celá opera končí. Vedle toho lze zmínit motiv dělnického hnutí / protifašistického odporu a osobní motiv jeho hlavního představitele v opeře, Mamlockova syna Rolfa. V opeře se vyskytují i hudební citáty: hovor o germánské nadřazenosti dokresluje motiv z Wagnerova Siegfrieda, zazní i motiv německé hymny od Josepha Haydna.
Dobře vypracovaná je hudebnědramatický vývoj, kdy po poměrně poklidném začátku nastupuje několikanásobná gradace; podle muzikologa Igora Vajdy „[v]ýsledkem je hudba, která udržuje diváka v napětí až do posledního taktu“.
Oproti svým předchozím operám, pracujícím s mohutným romantickým orchestrálním aparátem, se zde Holoubek omezil na orchestr v menším klasickém (předromantickém) obsazení, jen s přidáním xylofonu a s tím, že harfu nahrazuje klavír. To napomáhá srozumitelnosti textu.
Profesor Mamlock je považován (např. muzikology Janem Trojanem, Igorem Vajdou a Michalem Palovčíkem) za Holoubkovu nejlepší operu, „mistrovský kompoziční čin zkušeného autora“ Přesto od svého prvního nastudování již nebyl uveden.

## Osoby a první obsazení
| osoba                           | hlasový obor | světová premiéra (21.5.1966)            |
| ------------------------------- | ------------ | --------------------------------------- |
| Profesor Mamlock                | basbaryton   | Juraj Martvoň / Čeněk Mičák             |
| Elena Mamlocková, jeho manželka | soprán       | Jaroslava Sedlářová                     |
| Rolf, jejich syn                | baryton      | Juraj Oniščenko                         |
| Ruth, jejich dcera              | soprán       | Anna Martvoňová / Drahoslava Královcová |
| Dr. Carlsen                     | bas          | Stanislav Beňačka                       |
| Dr. Hirsch                      | bas          | Václav Nouzovský / Gejza Zelenay        |
| Dr. Hellpach                    | tenor        | Gustáv Papp                             |
| Dr. Inge Ruoffová               | mezzosoprán  | Ľuba Baricová / Nina Hazuchová          |
| Sestra Hedviga                  | alt          | Marta Meierová / Kristína Kusá          |
| Šimon, ošetřovatel              | tenor        | Imrich Jakubek / František Šubert       |
| Redaktor Seidel                 | baryton      | Juraj Wiedermann / Emil Schütz          |
| Ernest                          | baryton      | Bohuš Hanák / Franjo Hvastija           |
| Raněný dělník                   | tenor        | Pavol Gábor / Štefan Gabriš             |
| První SA-Mann                   | tenor        | Jozef Džavik                            |
| Druhý SA-Mann                   | bas          | Michal Safko                            |
| Dirigent:                       | Dirigent:    | Ladislav Holoubek                       |
| Režie:                          | Režie:       | Václav Věžník                           |
| Scéna:                          | Scéna:       | Pavol Mária Gábor                       |
| Kostýmy:                        | Kostýmy:     | Alois Vobejda                           |

## Děj opery
Končí rok 1932 a na klinice vedené profesorem Mamlockem (který je židovského původu, ale jinak německý vlastenec konzervativních politických názorů a veterán první světové války) lékaři spolu s jedním z pacientů, redaktorem Seidlem, diskutují o politické situaci. Dr. Hellpach, přesvědčený nacista, doufá v brzké uchopení moci Adolfem Hitlerem. Jeho názor sdílí i mladá lékařka dr. Inge Ruoffová, v níž zápasí její náklonnost k Mamlockovu synovi Rolfovi s jejím rasovým přesvědčením. Zato Mamlockova pravá ruka dr. Carlsen a přirozeně dr. Hirsch, rovněž Žid, se nástupu nacistů obávají a domnívají se, že by znamenal novou válku. Profesor Mamlock se objeví a zakazuje politické diskuse na půdě svého ústavu, který má sloužit vědě.
Když Mamlockovi (profesor, jeho žene Elena a dcera Ruth) doma slyší o požáru Říšského sněmu, který prý založili komunisté, vyčítají synovi jeho komunistické angažování. Jeho tvrzení, že požár založili sami nacisté, nevěří a staví ho před volbu mezi politickou angažovaností a rodinou; Rolf je opouští a odchází do podzemního odboje. Když je však Ruth ve škole ponižována a – jak se rodina dozví od ošetřovatele Simona – všichni židovští zaměstnanci kliniky včetně samotného profesora Mamlocka jsou propuštěni, začínají vidět vážnost situace. Mamlocka nahradil v čele ústavu dr. Hellpach. Nevěřící Mamlock se vydává do kliniky, je však na cestě potupen a ztýrán hlídkou SA a vrací se domů jako zlomený muž. Vrací se i Rolf, který však je pronásledován SA i Hellpachem a jen díky obětování se jeho kamaráda Ernsta a pomocí doktorky Ruoffové opět unikne.
Díky novému zákonu je zaměstnání ve veřejné službě přece jen povoleno Židům se zásluhami se světové války. Na kliniku se vrací i profesor Mamlock a doufá, že se vše postupně vrátí do obvyklých kolejí. Mezi jeho první úkoly však má patřit propuštění židovských zaměstnanců, na něž se výjimka nevztahuje, konkrétně ošetřovatele Simona. Když se tomu vzpírá a hledá podporu o ostatních, zjistí, že i někdejší přátelé se od něj odvracejí. Nevida jiné východisko, spáchá sebevraždu svou pistolí ze světové války.

## Nahrávka
- (LP 1973 Opus 9110 0230): úryvky – scéna z 2. dějství a závěr opery. Zpívají: Jaroslava Sedlářová (Elena Mamlocková), Nina Hazuchová (dr. Inge Ruoffová), Juraj Martvoň (profesor Mamlock), František Šubert (ošetřovatel Šimon). Symfonický orchester Československého rozhlasu řídí Ladislav Holoubek.[1]